# Watchout
Watchout은 서태지의 7번째 솔로 음반 《Seotaiji 7th Issue》 활동 당시에 2004년 ETPFEST에서 처음 공개했고 팬택&큐리텔 휴대전화 광고 프로모션 일환으로 선보였으며 이 휴대폰에서 선 공개 이후 서태지 최초의 ‘디지털 싱글’로 발매되었다. 서태지컴퍼니에서는 팬들을 상대로 제목 공모전을 진행하기도 하였다.
서태지 7집에는 수록되지 않은 곡이지만 서태지의 15주년 기념 컴필레이션 음반인 《& Seotaiji 15th Anniversary》에는 7집으로 포함되어 발매되었다. 또한 2009년 발매된 7집의 재발매반에 보너스 트랙으로 수록되었다.

## 뮤직비디오
서태지 7집 〈로보트〉와 〈Heffy End〉를 잇는 서태지 스릴러 뮤직비디오 3부작의 완결편이다. 서태지 뮤직비디오 중 유일하게 서태지와 주인공이 일치 되지 않고 주인공을 돕는 협력자로 등장한다. 환각과 환청에 빠진 주인공이 서태지의 힘으로 두려움을 정면으로 부딪친다는 내용을 담고 있다.
- Watchout 뮤직비디오 - 유튜브

## 같이 보기
- 서태지
- & Seotaiji 15th Anniversary